# Oslo bispeborg
Oslo bispeborg var den ursprungliga biskopsgården i Oslo. Borgen grundlades i början av 1200-talet av biskopen Nikolas Arnesson och utvidgades på 1300-talet. Borgen byggdes i sten runt en biskopsgård i trä, som hade uppförts i början av 1100-talet. En färdig, tillsluten försvarsanläggning blev biskopsborgen sannolikt inte förrän på 1300-talet.
Borgen låg i medeltidsstaden vid Oslo torg. Från försvarstornet gick en inbyggd bro över till Hallvardskatedralen. Tillsammans med katedralen var biskopsborgen det dåvarande Oslos viktigaste religiösa anläggning. Borgen var också ett politiskt maktcentrum. Det första unionsavtalet mellan Norge och Sverige undertecknades i biskopsborgen omedelbart efter Håkon Magnussons död 1319. 
Borgen skadades vid svenskarnas angrepp på Oslo 1523. Efter reformationen 1537 revs stora delar av borgen ned, och 1554 flyttade biskopen över till den östra flygeln av det nedlagda Olavsklostret, som senare blev Oslo bispegård. 
År 1579 lät borgmästaren Christen Mule uppföra en renässansbyggnad på platsen. Här vigdes kung Jakob VI av Skottland och prinsessan Anna av Danmark 1589. Efter en brand 1722 blev den nuvarande Oslo ladegård byggd på källarmurarna till Mules gård 1725. Det finns rester av Medeltidsstadens biskopsborg i ladegårdens källare, bland annat Bisp Nikolas vinterhall. 
Bisp Nikolaus kapell är en mindre byggnad intill Oslo ladegård vid Oslo gate, som är byggd av sten från ruinerna. Den rymmer en rekonstruktion av ett rum som grävts ut från biskopsborgen.